# Degernäs herrgård
Degernäs herrgård är en herrgård vid sjön Möckeln, nära naturreservatet Degernäs-Ramshöjden i Degerfors kommun, Örebro län. Herrgården ligger i anslutning till Degerfors golfklubb, vars anläggningar omger byggnaden. Herrgården används som café och restaurang.

## Historia
Herrgården och dess omgivningar har länge varit förknippade med Degerfors järnbruk, och ägarfamiljen Camitz sedan 1600-talet. J. Camitz skapade en park och corps-de-logi.
Herrgården fungerade länge som bostad åt de olika brukspatronerna på det lokala järnbruket. De olika brukspatronerna var ofta av samma ätt.  Och de tillhörde familjerna Camitz, Strokirk och af Chapman.
1936 förvärvade John Bengtson godset. Bengtson bjöd tillsammans med hustrun under 1930-talet in scouter till gården.